# باشگاه فوتبال آداما سیتی
باشگاه فوتبال آداما سیتی (انگلیسی: Adama City F.C.)، یک باشگاه فوتبال است که در شهر آداما کشور اتیوپی پایه‌گذاری شده‌است.